# Известные бары

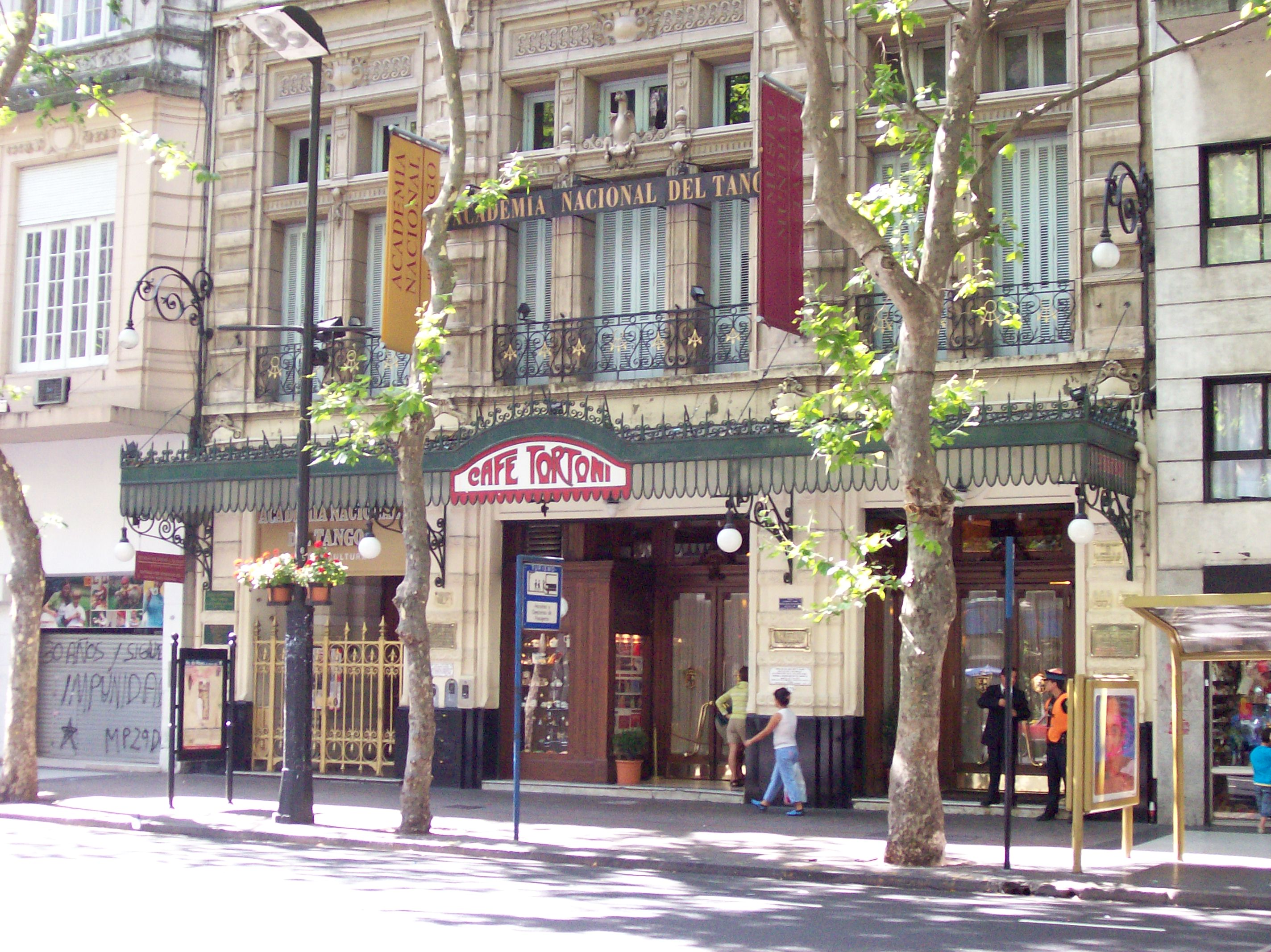
Кафе Тортони, один из известных баров Буэнос-Айреса, основано в 1858 году

«Известные бары» (исп. Bares notables) — официальная программа правительства города Буэнос-Айрес, Аргентина, в которой участвуют более семидесяти кафе, бильярдных и кондитерских, имеющих долгую историю, архитектурные и культурные особенности. Они считаются одними из важных частей культурного наследия Буэнос-Айреса.
73 предприятия общественного питания Буэнос-Айреса имеют статус «известного бара». Многие из них были включены правительством города в реестр исторического наследия Буэнос-Айреса как важные для истории Аргентины, являющиеся исторической и культурной достопримечательностью, отличающиеся уникальной архитектурой или дизайном. Среди известных баров — традиционные, альтернативные, спортивные, литературные. Во многих из них бывали исторические личности, в связи с чем установлены памятные доски.
Бары расположены в нескольких районах Буэнос-Айреса, в основном в старых районах.
Самый старый из известных баров — бар Ла Биела, открытый в 1850 году. Наиболее старые бары: кафе Тортони, бар Эль Федераль на Авенида-де-Майо, Ла-Хиральда и Ла-Пас на Авенида Корриентес, Эль Британико в Парке Лезамо, Лас Виолетас и Медрано и Ла Академиа на углу Авениды Кальяо и Авениды Корриентес.
Несколько известных баров были закрыты: кафе Аргос закрылось в 2007 году, бар Ричмонд в 2011 году. Ранее прекратили свою деятельность Американ Бар, бар Эль Чино, кафе Арагон, кафе Корреа, кафе Данте, кафе Измир, кондитерская Квин.

## Галерея

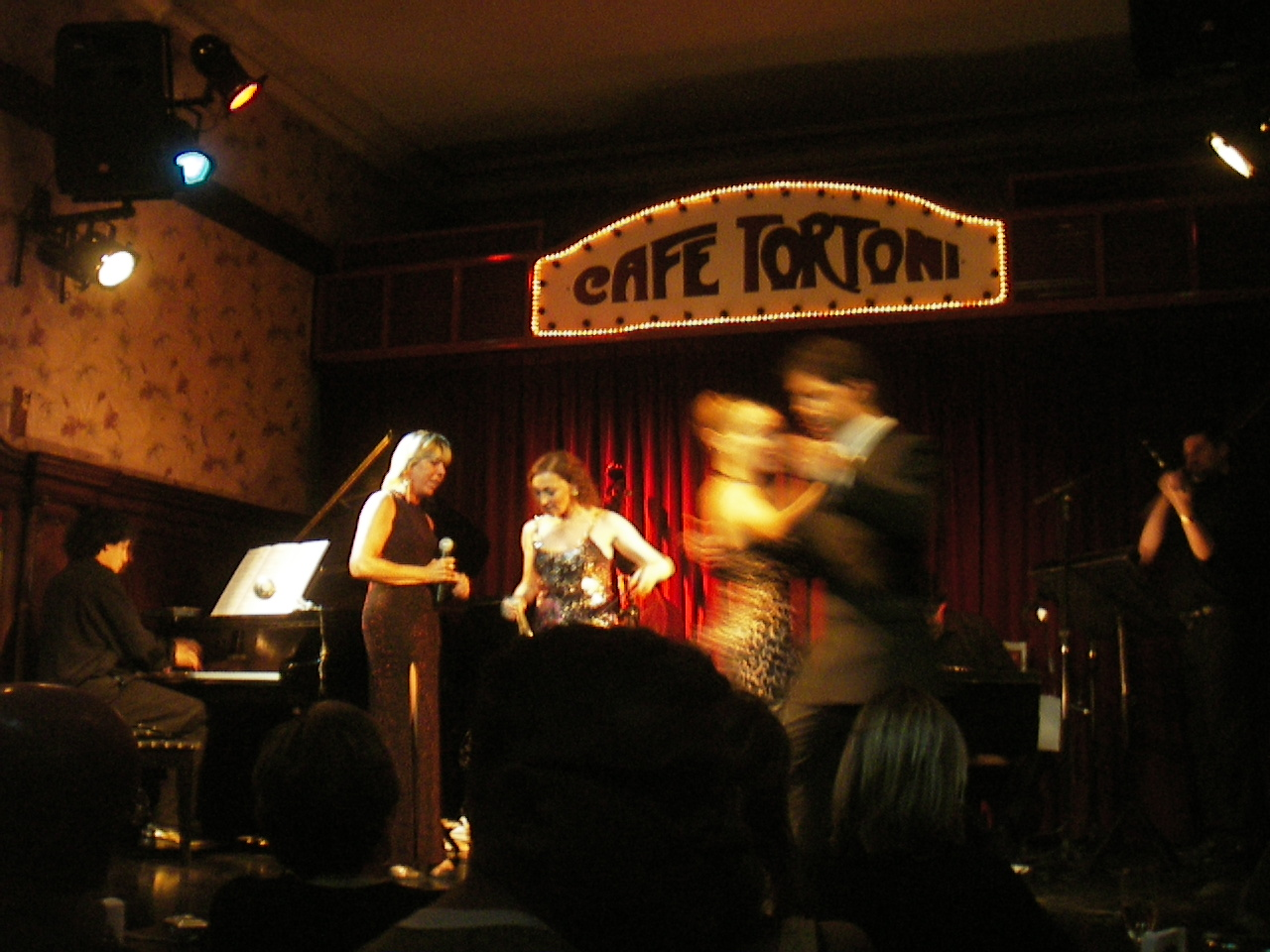
Кафе Тортони.
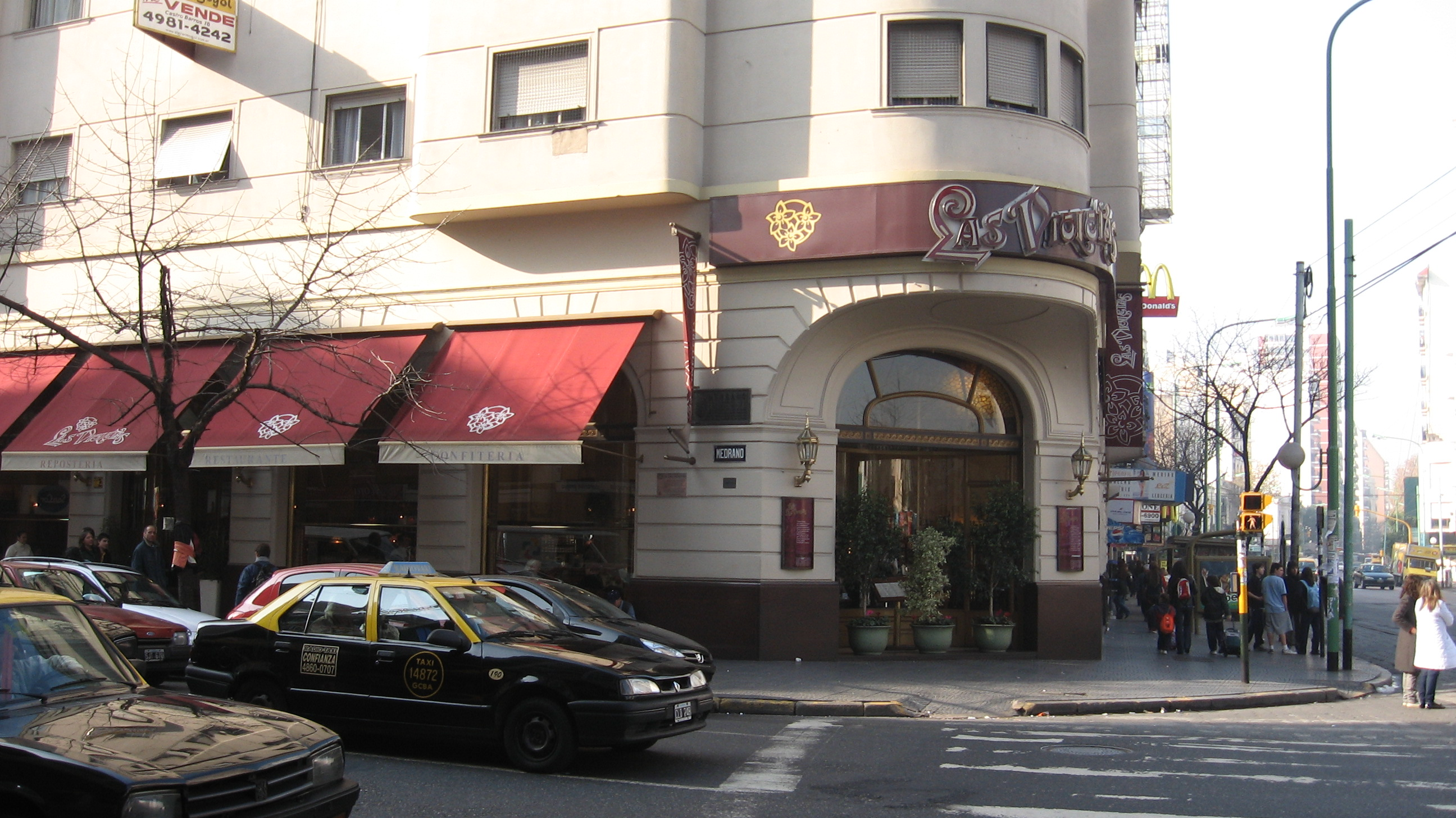
Кафе Фиалки.
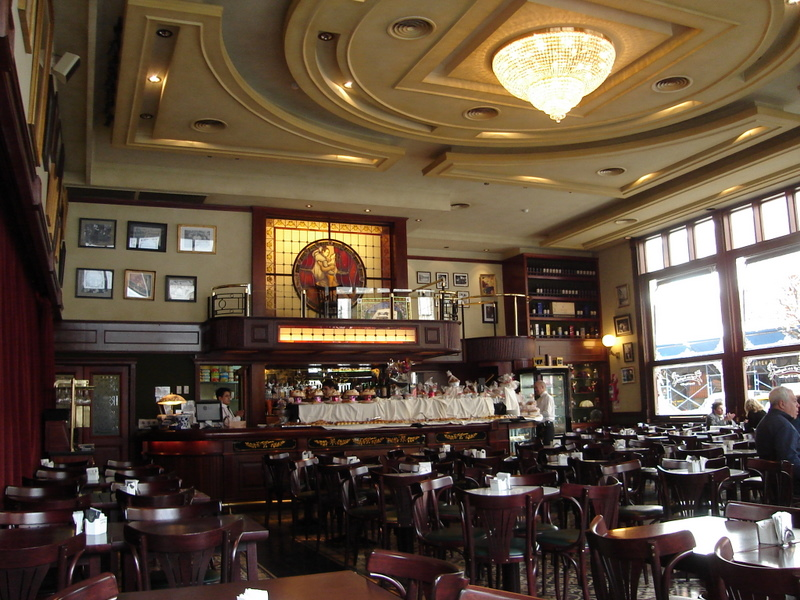
Café de los Angelitos.
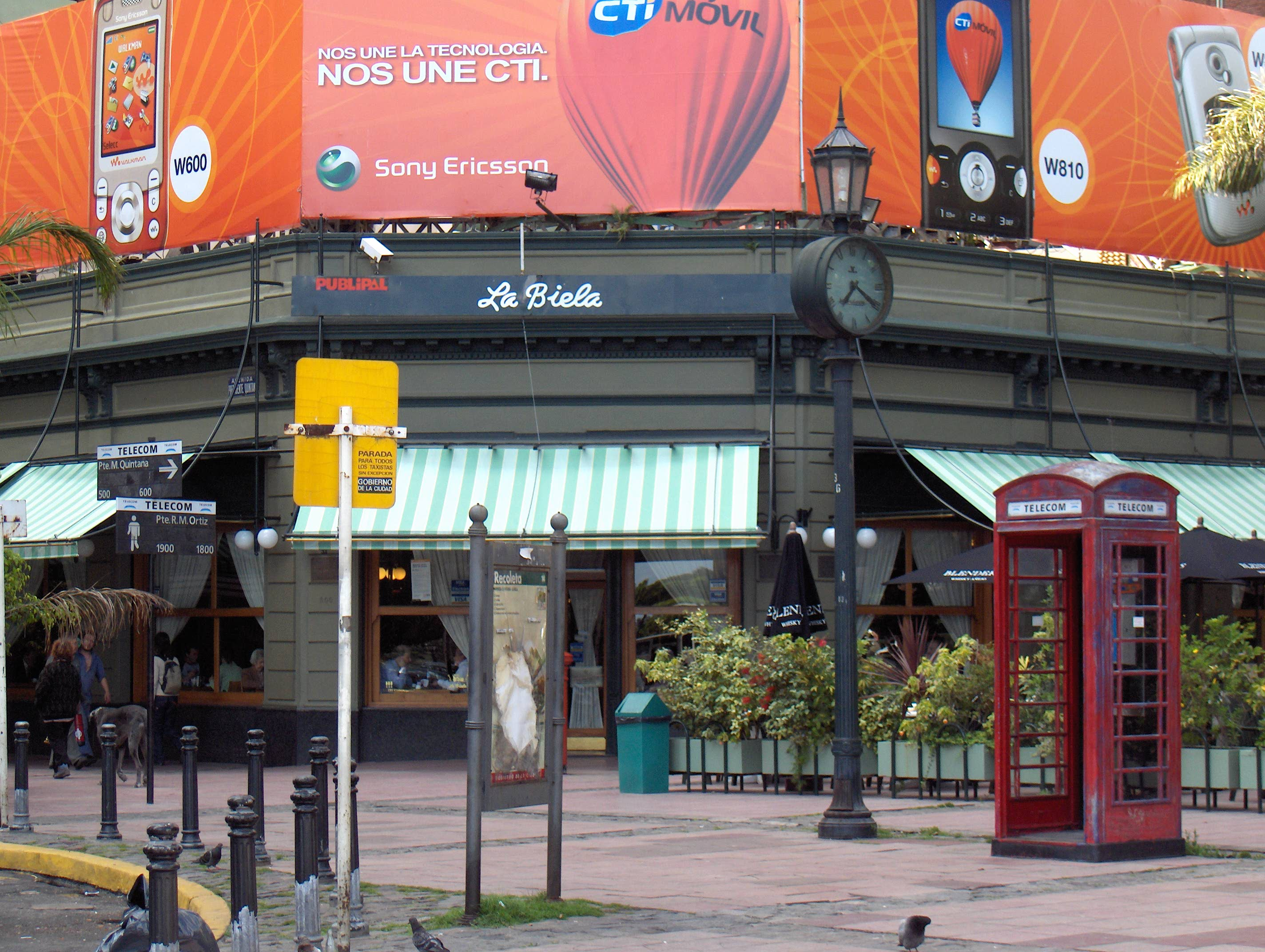
La Biela.
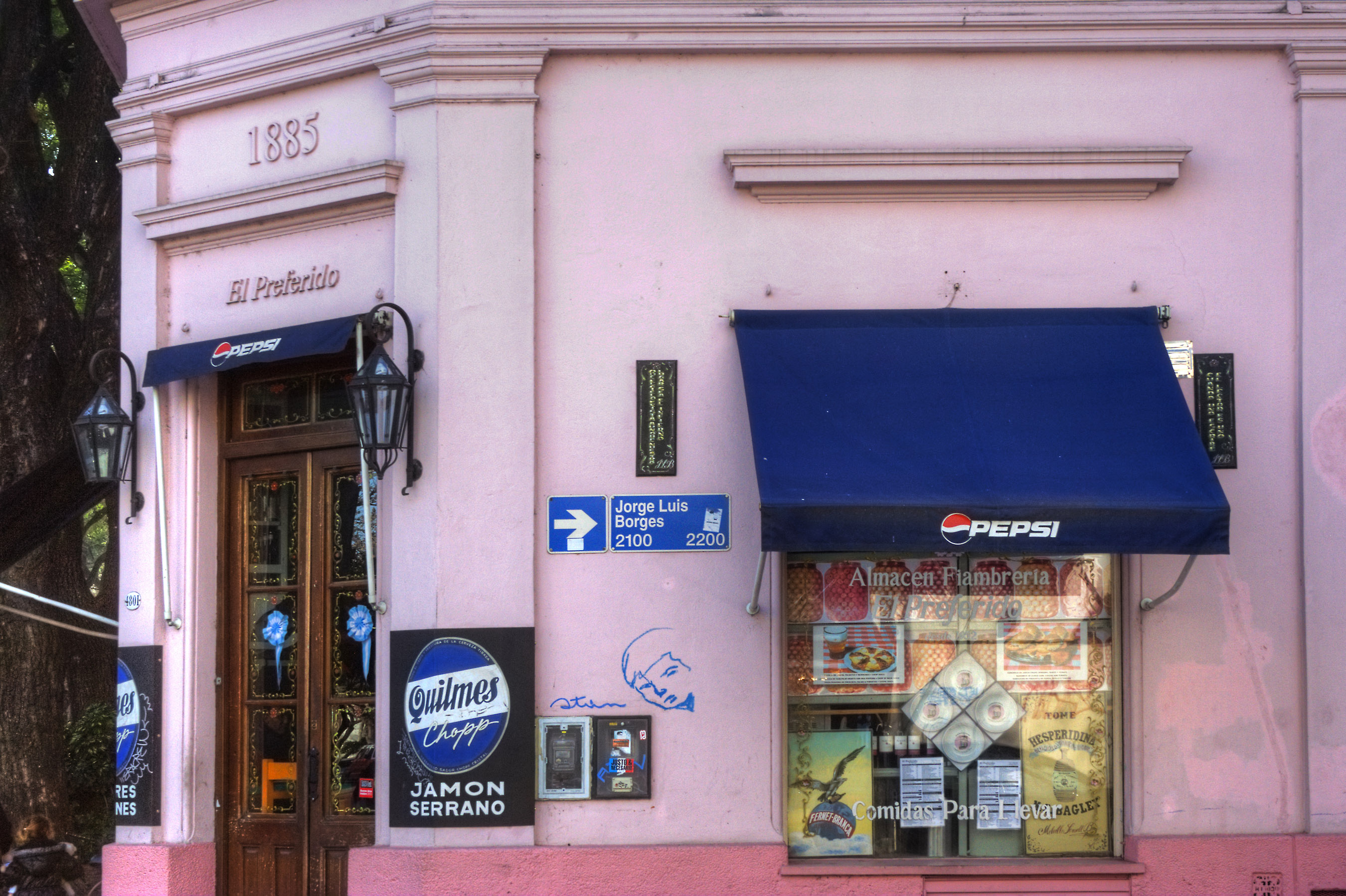
El Preferido de Palermo.
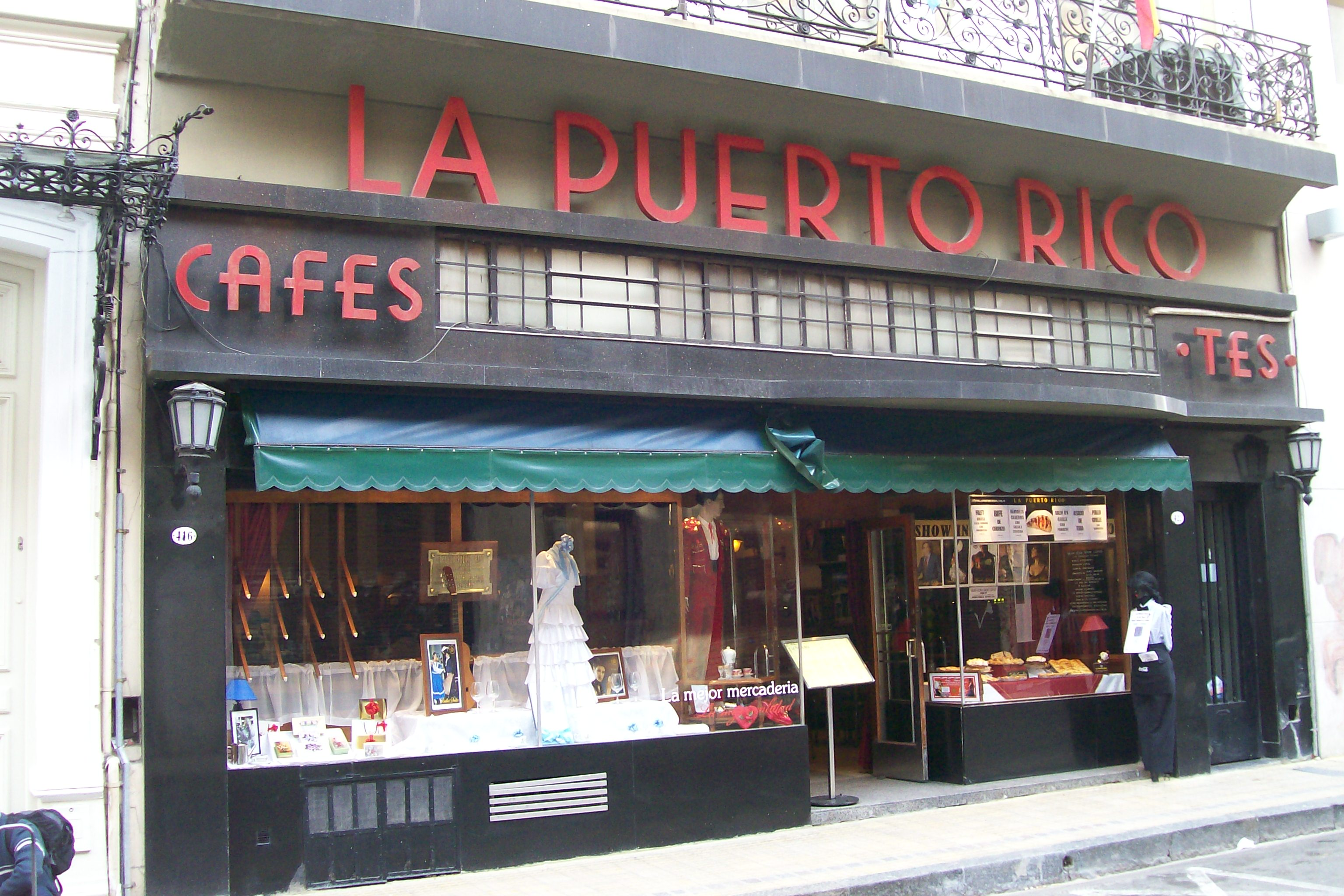
La Puerto Rico.